# 좋아좋아좋아좋아좋아좋앗!
《좋아좋아좋아좋아좋아좋앗!》(すきすきすきすきすきすきっ！ 스키스키스키스키스키스킷![*])은 초 도키메키♡센덴부의 첫 번째 미니 음반이다. 2021년 9월 29일에 에이벡스 트랙스에서 발매됐다.

## 개요
“6명의 멤버가 각각 전하는 ‘좋아’”, “수록된 6곡의 노래가 각각 전하는 ‘좋아’”가 작품의 테마이다.
초 도키메키 스페셜반, 패션 A · B · C반, 도키메키반으로 총 다섯 가지 형태로 발매했다. 패션반은 “엄청 귀여움”을 테마로 자켓 비주얼에서 각각 다른 패션 브랜드와 컬래버레이션을 했으며, “귀 뿐만 아니라 눈으로도 즐길 수 있는 상품”을 컨셉트로 다양한 멤버의 비주얼이 있는 작품이다. 
2021년 8월 18일, 패션 컬래버레이션 제1탄으로 일러스트레이터 isayamax의 컬래버레이션을 발표했다. 패션 A반은 자켓 디자인을 isayamax가 담당하였으며 isayamax가 그린 솔로 일러스트 패션 카드도 봉입된다. 또, 초 토키메키 스페셜반에 봉입되는 비주얼 북에서도 일러스트를 isayamax가 담당하고 있다. isayamax는 “멤버 개개인의 컷에서는 의상 외에도 하트가 숨겨져 있기 때문에 꼭 찾아보세요”, “집합 일러스트는 제목대로 ‘좋아’의 세계 제일, 금메달을 목표로 했습니다”라고 하였다.

## 수록 내용
과거에 발매된 노래의 리메이크 두 곡을 포함하여 여섯 곡이 수록되어 있다
(초 토키메키♡센덴부: 츠지노 카나미, 안 줄리아, 사카이 히토카, 코이즈미 하루카, 스다 아키, 요시카와 히요리)
CD1
| #   | 제목                                     | 작사                         | 작곡                         | 편곡 | 재생 시간 |
| --- | ---------------------------------------- | ---------------------------- | ---------------------------- | ---- | --------- |
| 1.  | 〈すきっ！〜超ver〜 좋앗! ~초ver~〉      | 나카무라 아키히코(SUPA LOVE) | 나카무라 아키히코(SUPA LOVE) |      |           |
| 2.  | 〈むてきのうた〜2021ver〜 무적의 노래〉  | 아사리 신고                  | 아사리 신고                  |      |           |
| 3.  | 〈愛Song! 사랑 Song!〉                   | MUTEKI DEAD SNAKE            | MUTEKI DEAD SNAKE            |      |           |
| 4.  | 〈ラヴなのっ♡ 러브인 걸♡〉               | 스(SILENT SIREN)             | 쿠보나오키                   |      |           |
| 5.  | 〈ジャンケンポン 가위바위보〉            |                              |                              |      |           |
| 6.  | 〈超ステップアップ 초 스텝업〉           |                              |                              |      |           |
| 7.  | 〈すきっ！〜超ver〜 instrumental〉       |                              |                              |      |           |
| 8.  | 〈むてきのうた〜2021ver〜 instrumental〉 |                              |                              |      |           |
| 9.  | 〈愛Song! instrumental〉                 |                              |                              |      |           |
| 10. | 〈ラヴなのっ♡ instrumental〉             |                              |                              |      |           |
| 11. | 〈ジャンケンポン instrumental〉          |                              |                              |      |           |
| 12. | 〈超ステップアップ instrumental〉        |                              |                              |      |           |

CD2
| #  | 제목 | 재생 시간 |
| -- | --- | --------- |
| 1. | 〈ライブ音源:ときめき♡夏の晴れ舞台 2020-2021 ~はじまりのときめきパレード~ part3 2021.5.30(日)アリーナ立川立飛 라이브 음원: 토키메키♡여름 맑음 무대 2020-2021 ~시작의 토키메키 퍼레이드~ part3 2021.5.30(일) 아레나 타치카와 타치히〉 |           |

블루레이
| #  | 제목 | 재생 시간 |
| -- | --- | --------- |
| 1. | 〈「ときめき♡夏の晴れ舞台 2020-2021～はじまりのときめきパレード～ part3」(2021.5.30(日)アリーナ立川立飛) "토키메키♡여름 맑음 무대 2020-3021 ~시작의 토키메키 퍼레이드~ part3" (2021.5.30(일) 아레나 타치카와 타치히)〉 |           |
| 2. | 〈타이틀 곡 뮤직 비디오〉 |           |
| 3. | 〈타이틀 곡 뮤직 비디오 메이킹 영상〉 |           |

부록 특전
| 토키메키 스페셜반 | 토키메키 컬렉션 비주얼 북 (멤버 1명 사인 있음) |
| 패션 A · B · C반  | 패션 카드 A · B · C (멤버 솔로 비주얼 6종)     |

## 곡 설명
すきっ！〜超ver〜 / 좋앗! ~초ver~
- 2018년에 발매된 첫 음반 “ときおとめ”에 수록된 ‘すきっ！’를 재편곡하여 재녹음한 버전이다[4]. 2021년 5월 19일에 라인 뮤직에서 선행 공개되었다[5].
- 2021년, 틱톡에서 사용되는 노래로 ‘좋앗!’ 붐을 일으키고 있다[6]. 2021년 3월 중순부터 업로드가 늘어나기 시작하면서 4월 중순에는 하루 업로드 수가 500을 넘었으며, 업로드 계정의 총 팔로우 수는 1,300만을 넘었다[7]. ‘좋앗!’을 사용한 영상의 업로드 수는 약 3만 건을 달성했다[8]. 2021년 8월 기준으로 공식 영상의 누적 재생횟수는 1천만 회를 넘었으며 관련 영상의 업로드 수가 3만을 돌파하고 있다[9].
- 5월 19일, 라이브 영상 ‘좋앗! ~초ver~ ’ 산리오퓨로랜드 Ver[10]과 라이브 영상  ‘좋앗! ~초ver~’ Live Edit ver[11]을 공개했다.
- 5월 19일에 공식 계정이 틱톡에 업로드한  ‘좋앗! ~초ver~’을 사용한 오리지널 영상[12]은 1주 동안 조횟수가 250만 회를 돌파했다[13].
- 8월 14일, 니지산지 소속 아이돌 라이버 ‘아이바 우이하’와의 초릴레이 컬래버레이션 댄스 커버 영상[14]를 공개했다.
- 뮤직 비디오[15]를 8월 15일에 공개했다. 멤버 컬러로 되어 있는 새 의상을 입고 옥상에서 춤 추는 장면롸 교복 의상을 몸에 걸친 립싱크 장면으로 구성되어 있다[9].

むてきのうた〜2021ver〜 / 무적의 노래 ~2021ver~
- 2016년에 발표된 ‘むてきのうた’를 재녹음한 버전이다. 2021년 7월 14일에 라인 뮤직에서 선행 공개되었다.
- ABEMA 오리지널 드라마 시리즈 “도시의 톰&소여 우리의 요새”의 주제가[16]。
- 7월 16일, 유튜브에 영상 ‘무적의 노래 ~2021ver~ Drama Edit’[17]를 공개했다.
- 멤버 사카이 히토카는 “꿈을 쫓고 있는 사람이나 노력하고 있는 사람을 밀어주는 곡입니다. 한 걸음을 내딛으려고 하는 사람들이, 꼭 들어줬으면 좋겠습니다. 저도 무대를 하는 중에 이 곡으로 힘을 받고 있기 때문에 많은 사람에게 닿았으면 좋겠습니다.”라고 말했다[18].

愛Song! / 사랑 Song!
- 단독 콘서트 “ときめき♡夏の晴れ舞台 2020-2021 ～はじまりのときめきパレード～ / 토키메키♡여름의 맑음 무대 2020-2021 ~시작의 두근거림 퍼레이드”에서 첫 무대를 가졌다[19]. 2021년 6월 23일에 라인 뮤직에서 선행 공개되었다.

ラヴなのっ♡ / 사랑인 걸♡
- 2021년 8월 11일에 선행 공개됐다.

## 판매 형태
| 형태                                    | 포맷 카탈로그 번호      |
| --------------------------------------- | ----------------------- |
| mu-mo 수량한정 생산반 도키메키 스페셜반 | CD+Blu-ray AVC1-96782/B |
| 패션 A반                                | 2CD AVCD-96775~6        |
| 패션 B반                                | 2CD AVCD-96777~8        |
| 패션 C반                                | 2CD AVCD-96779~80       |
| 도키메키반                              | CD AVCD-96781           |

## 이벤트
| 날짜     | 내용          | 매체 | 비고 |
| -------- | ------------- | ---- | ---- |
| 8월 22일 | 온라인 팬미팅 |      |      |
| 8월 29일 | 온라인 팬미팅 |      |      |